# Tommy Svensson (fotbollstränare)
Tommy Svensson, född 4 mars 1945 i Växjö, är en svensk före detta fotbollsspelare och -tränare. Han var förbundskapten för Sveriges herrlandslag i fotboll åren 1991–1997. Han är son till Stig Svensson och morbror till Joachim Björklund.
Tommy Svensson spelade många säsonger i Östers IF och svenska landslaget. Han var även proffs i det belgiska laget Standard Liège.

## Biografi
Tommy Svensson föddes in i Östers IF i Växjö där hans far Stig var den drivande kraften som ordförande och lagledare. Han debuterade som 16-åring för Östers A-lag. Han spelade även ishockey i klubben. Han var med om Östers IF:s väg mot fotbollsallsvenskan och kvalen 1963 och 1964 innan laget slutligen gick upp 1967, och 1968 var han med i det lag som sensationellt blev mästare som nykomlingar. Efter ett par säsonger i belgiska Standard Liège återvände han till Öster 1973. Han lade av spelarkarriären på grund av en hälseneskada han ådrog sig under en match mellan Östers IF och FC Lokomotíva Košice i Cupvinnarcupen i september 1977. Vid sidan av fotbollen arbetade Tommy Svensson som mellanstadielärare i Växjö.
Han fick spela i svenska juniorlandslaget och senare U-landslaget (motsvarande U23). 1967 debuterade han i A-landslaget, och 1970 deltog han i VM i Mexiko där han spelade från start i Sveriges alla tre matcher.
Han blev sportchef och lagledare i Östers IF i slutet av 1970-talet. Han inledde sin tränarkarriär i Alvesta GIF 1985, samtidigt som han arbetade som lärare, och han gick sedan till norska Tromsø IL där han var framgångsrik tränare med en tredjeplats i norska ligan 1989 och en andraplats 1990. 
1990 utsågs Svensson till svensk förbundskapten, med Tord Grip som assisterande tränare, och tillträdde posten 1 december samma år. Han ledde det svenska landslaget i EM-slutspelet i Sverige 1992, där Sverige vann sin grupp men föll i semifinalen mot Tyskland med 2–3. Sverige kvalade sedan under Svenssons ledning in till VM 1994 i USA, som blev en stor framgång. Sverige tog överraskande brons, den första svenska medaljen i fotbolls-VM sedan VM 1958 i Sverige. Svensson fortsatte som förbundskapten fram till 1997, men perioden efter VM-bronset blev misslyckad då Sverige inte lyckades kvala in till vare sig EM 1996 eller VM 1998. 
Efter tiden som förbundskapten har Svensson arbetat som expertkommentator på Canal+. Det enda tränaruppdrag han åtog sig efter 1997 var några månader i hans gamla klubb Tromsø IL 2001. Laget hade gjort en dålig säsong och i augusti blev Svensson ny tränare med uppdraget att försöka rädda kvar laget i högsta serien, vilket dock misslyckades.

## Meriter

### Som spelare
- Svensk mästare 1968 med Östers IF
- Guldbollen 1969
- Deltog i VM-slutspelet 1970 i Mexiko

### Som ledare
- Svensk mästare som lagledare 1978, 1980 och 1981 med Östers IF
- VM-brons 1994 (som förbundskapten)
- Tilldelades TT:s idrottsledarpris 1992, 1993 och 1994
- kopia av Svenska Dagbladets guldmedalj (Bragdguldet) 1994
- Hans Majestät Konungens medalj i guld av 8:e storleken 1995[6]

### Som spelare och ledare
- Invald i Svensk fotbolls Hall of Fame som nummer 46